# 米托蒽醌
米托蒽醌（英語：Mitoxantrone）是一种蒽醌类（与蒽环类药物类似但不同）化疗药物。

## 用途
米托蒽醌被用于治疗多种癌症，其中主要包括远端转移的乳癌、急性淋巴细胞白血病和非霍奇金氏淋巴瘤。它与泼尼松被合用于远端转移的激素不敏感性前列腺癌的二线治疗。这种联合疗法曾是一线治疗方法，直至最近被效果更好、患者生存期更长的多西他赛/泼尼松联合疗法取代。有研究显示它能够增加急性粒细胞白血病第一次复发的儿童患者的生存率。
米托蒽醌还被用于治疗多发性硬化症，尤其是继发进展型。它并不能够治愈多发性硬化症，但能够有效减缓疾病的进展并延长复发缓解型和进展复发型的复发之间的间隔时间。

## 藥物設計理念

米托蒽醌的設計原理

## 作用机理
米托蒽醌是一种拓扑异构酶II抑制剂，通过抑制拓扑异构酶来干扰癌细胞DNA复制、转录与修复。
它还能嵌入DNA双链的碱基之间，从而阻碍肿瘤细胞分裂。

在多发性硬化症的治疗中米托蒽醌则是起到了免疫抑制剂的作用。

Mitoxantrone的藥物化學機轉

## 副作用
与蒽环类药物一样，米托蒽醌的常见不良反应包括不同程度的恶心、呕吐、脱发、骨髓抑制、心脏毒性等，其中骨髓抑制和心脏毒性为延迟性作用。最严重的副作用是不可逆的心肌病，并可能引起心力衰竭；因此用药时必须定期进行心电图检查。由于心脏毒性的缘故，米托蒽醌有着由身体表面积决定的终生剂量限制。

## 合成
米托蒽醌可以由醌茜（1,4-二羟基蒽醌）合成：